# Daffy's Rhapsody
Daffy's Rhapsody è un cortometraggio d'animazione 3D del 2012 di Peter Browngardt della serie Looney Tunes con protagonisti Daffy Duck e Taddeo. Il corto vede per la prima volta Taddeo e Daffy in versione CGI. È il quarto cortometraggio in 3D dei Looney Tunes e il secondo musicale (riferito al genere dei Looney Tunes in CGI).

## Trama
Taddeo si dirige a teatro per vedere un musical sulla caccia ma si rivela che il protagonista è Daffy Duck, così a Taddeo torna il suo istinto da cacciatore e cerca di sparare a Daffy per tutto il teatro facendo infine a pezzi l'intero edificio meno che l'anatra. il corto si conclude con la scritta classica "That's All Folks" e con Daffy che esce da dietro il cartellone inseguito da Taddeo.

## Curiosità
- La voce di Daffy è fornita da una registrazione d'archivio di Mel Blanc, si tratta di una canzone per bambini che incise negli anni '50, mentre la voce di Taddeo è quella di Billy West, che è la sua voce ufficiale dal 1996.
- La canzone che canta Daffy è sulla melodia della rapsodia ungherese numero due di Franz Liszt.
- Appaiono come cameo di oggetti di scena (pezzi di cartone disegnati) vari personaggi dei Looney Tunes: Bugs Bunny, Taz, Titti, Beep Beep e Wile E. Coyote.
- Sempre come cartelloni nello spettacolo di Daffy si vedono immagini e titoli dei suoi vecchi corti: Le sventure di Robin Hood, La maschera scarlatta, Daffy sceriffo e L'eroe del XXIV secolo e mezzo (tutti questi cortometraggi sono stati diretti da Chuck Jones).